# Teitur Örn Einarsson
Teitur Örn Einarsson (geboren am 23. September 1998 in Stavanger) ist ein isländischer Handballspieler. Er wird auf den Positionen Rückraum rechts und Rechtsaußen eingesetzt.

## Vereinskarriere
Teitur Örn Einarsson war als Jugendlicher Speerwerfer. Der Ausübung dieser Sportart wird seine Wurfstärke im Handball zugesprochen. Er spielte von 2015 bis 2018 in Island bei UMF Selfoss. Von dort wechselte er 2018 nach Schweden zum Verein IFK Kristianstad. Mit Kristianstad spielte er auch in internationalen Vereinswettbewerben (Champions League, European League).
Am 19. Oktober 2021 wechselte er nach Deutschland zur SG Flensburg-Handewitt. Für die Norddeutschen spielte er in der Bundesliga sowie in der European League. 2024 gewann er mit der SG die EHF European League.
Im Sommer 2024 wechselte er zum Ligakonkurrenten VfL Gummersbach.

## Auswahlmannschaften
Der 1,90 Meter große Spieler stand 42 Mal im Aufgebot der isländischen Nationalmannschaft. Mit Island nahm er an der Weltmeisterschaft 2019 teil. Bei der Weltmeisterschaft 2025 warf er drei Tore in sechs Spielen und belegte mit dem Team den 9. Platz.

## Sonstiges
Seine Lebensgefährtin ist die isländische Handballspielerin Andrea Jacobsen.